# Quadrula intermedia
Quadrula intermedia és una espècie de mol·lusc bivalve pertanyent a la família Unionidae.

## Descripció
- És de mida mitjana i amb la closca de color groc verdós o groguenc que s'enfosqueix amb l'edat.[2]

## Hàbitat
Viu en aiguamolls, rius i rierols (incloent-hi cascades) que tinguin fons de sorra i/o grava.

## Distribució geogràfica
Es troba als Estats Units: Alabama, Tennessee i Virgínia.

## Estat de conservació
S'ha extingit en gairebé tota la seua àrea de distribució original i és molt a prop de l'extinció, ja que pateix una contínua degradació del seu hàbitat i la contaminació de l'aigua.